# Зоряна (станція метро)
59°49′59.64″ пн. ш. 30°20′58.17″ сх. д. / 59.8332333° пн. ш. 30.3494917° сх. д.
«Зо́ряна» (рос. Звёздная) — станція Московсько-Петроградській лінії Петербурзького метрополітену, розташована між станціями «Московська» та «Купчино».
Відкрита 25 грудня 1972 року у складі ділянки «Московська» — «Купчино» на розі вулиць Зоряна і Ленсовєта . Названа згідно топоніміці навколишніх вулиць: у проекті носила назву «Імені Ленсовєта», але в результаті було обрано назву «Зоряна».
За цією назвою визначена тематика оздоблення станції — підкорення космічного простору.

## Технічна характеристика
Конструкція станції — закритого типу глибокого закладення (глибина закладення — 22 м). Похилий хід тристрічковий, починається з північного торця станції. Остання станція такого типу, побудована в Санкт-Петербурзі.

## Вестибюлі та пересадки
Вихід у місто до Зоряної, Пулковської вулиці і вулиці Ленсовєта.
Наземний вестибюль засклений. Оформлення інтер'єру будівлі все ж в кращу сторону відрізняється від виду зовні: в ескалаторному залі для виокремлення карнизу використана смальта бурштинового кольору, барвисто обрамляє базу купольного склепіння. Касовий зал довгий час висвітлювався за рахунок денного світла зі засклених стін. Після побудови з боку вулиці Ленсовєта торгового павільйону, вікна були закладені кладкою з дрібних блоків. Тепер цю прибудову розібрали. У касовому залі розміщений барельєф із зображенням Юрія Олексійовича Гагаріна.

## Оздоблення
Оздоблення станції присвячено космосу: торцева стіна виділяється зірочками на чорному тлі, що представляє безкраї простори всесвіту. Також там знаходиться набране стилізованим шрифтом назва станції. Злегка нахилені стіни оздоблені світлим мармуром «коєлга», горизонтальні шви декоровані алюмінієвими профілями. Світловий карниз виконаний з алюмінієвих листів з різноманітною фактурної обробкою.

## Ресурси Інтернету
- «Зоряна» на metro.vpeterburge.ru [Архівовано 10 квітня 2008 у Wayback Machine.](рос.)
- «Зоряна» на ometro.net(рос.)
- «Зоряна» на форумі metro.nwd.ru [Архівовано 4 березня 2016 у Wayback Machine.](рос.)
- Санкт-Петербург. Петроград. Ленінград: Енциклопедичний довідник. «Зоряна»(рос.)